# 民族服
民族服（みんぞくふく、英: Folk costume）は、ある地方や民族特有の衣服。言語・宗教・歴史など、自然や文化・伝統を共有する人間集団に固有の服で、民族衣装（みんぞくいしょう）ともいう。関連する呼称として、国家が国民に着用を推奨（または強制）する国民服、都会から離れた地域の衣装として民俗服・郷土服・地方服といわれるものもある。

## 概要
民族服は都会的な流行服と対になる概念として使われる。流行服は都会の上流階級の間で発達してきたが、民族服は流行に左右されにくい山村の庶民の間でとくに見られる。民族服はそれぞれに独自の形・デザイン・文様をもち、それを表現するために染織技術を発達させてきた。民族服は各地で暮らす人々の文化の多様性を視覚的に表現する文化的財産の一つといえる。
その一方で、現在民族服や民族衣装と認識されている衣服の内には、近代以降に国民国家の形成、あるいは民族主義の高まりのなかで形が整えられ、規格化されたものも少なくない。
インドのサリーやタイのパーシンのように、ある地域で相対的に劣勢な民族が優勢な民族に紛れるために、優勢な民族の衣装を受け入れる形で民族を超えて広がった民族服もある。
21世紀現在、世界的に洋服が主流となってきているが、普段洋服を着用する人々の間でも、伝統行事に民族服を着用する場合もある。また、国によって伝統衣装の着用が国民に義務付けられているブータンなど、今日でも民族服を身に纏って生活している地域もある。
海外で儀式に出席の際のドレスコードでナショナルドレスと指定された場合は民族衣装を指している。

## 民族服の形
民族衣装はその形によって5つの形に分けられる。
- 巻垂型 - 人体にまといつける着装をするのが特色で、エジプトや古代ギリシャ・ローマの服装、インドのサリー、ドーティ、タイのパーチュンガベンなどがある。
- 貫頭型 - 頭を通してかぶって着る方式を言い、チリやタイのポンチョ、トルコのシャルワール、日本の千早などがある。現代一般に着用されるセーターやTシャツもこの形式に当てはまり広く着用されている。
- 腰布型 - 腰のまわりのみに衣料を装着したものである。
- 前開型 - 前が割れていて、前を合わせて着て、帯を締める着装を総称していう。東アジア一帯に分布する。
- 体形型 - 人体の形に合わせた衣服を言う。運動に適し実生活に便利であるため広く世界中に利用されている。

民族服は、流行服（ファッション）のデザインに影響を与えることもある。

## 各地の民族衣装

### 東アジア

#### 日本
日本の民族衣装である「和服」は、平安時代の庶民の間で着られていた小袖が、平安時代末期から中世にかけて上流階級にまで広がり、日本独自の発展を遂げたものである。
和服は着物・呉服などもいう。平安時代中期以前の貴族は漢服の流れを汲む礼服などの衣装も着用しており、束帯などの儀礼的和服がある。安土桃山時代から江戸時代にかけてはポルトガルの影響も受け、ポルトガルの衣服が日本化した股引・鯉口シャツなどは広く庶民の作業着や下着として普及した。現在では男性は紋付きの羽織・袴、女性は留袖・振袖などが正装として使われる、礼服としての和服は用途（結婚式や葬式など）によって使い分ける。普段着としては多くが廃れ、わずかに浴衣（男性では甚平・作務衣なども）が夏場に好まれている。
沖縄は明治時代に日本に編入されたこともあり独自の民族衣装の文化があり、琉装と呼ばれている。

#### 中国

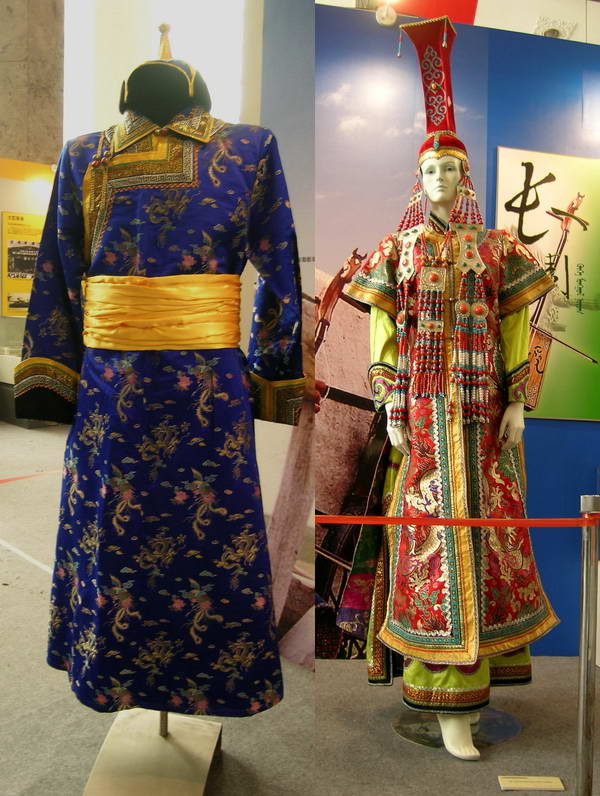
モンゴルのデール

中国では古代から17世紀まで「漢服」が着られていた。清朝では満洲民族の衣服と辮髪が強制され、漢服は道士などの衣服に名残をとどめるのみとなった。2000年代から漢服復興運動が起こっている。満洲人が建国した清王朝では、細い筒袖や裾の長いスリットをもつ、乗馬に適した「旗装」が着用された。男性用の旗装を現代風の女性の普段着にアレンジしたものが「チャイナドレス」である。中華人民共和国が成立してからは人民服（中山服）が着用されたが、21世紀の現在は洋装が広く着られている。

#### 韓国・北朝鮮
朝鮮半島の民族衣装は「韓服」と呼ばれており、長いプリーツ・スカートの形状をしたチマと、丈の短く結び紐があるチョゴリ（上衣）を組み合わせた女性用のチマチョゴリが代表的である。男性はやや長めのチョゴリに、パジというズボン状のものをはき、外套（トゥルマギ）を着る。モンゴル帝国の民族服デールを原型に、中国の隋や唐の民族衣装であった漢服やの影響を受けていて、胡服系に属する衣装である。中国側は「朝鮮服」と漢字表記にしている。

### 東南アジア
- ベトナム

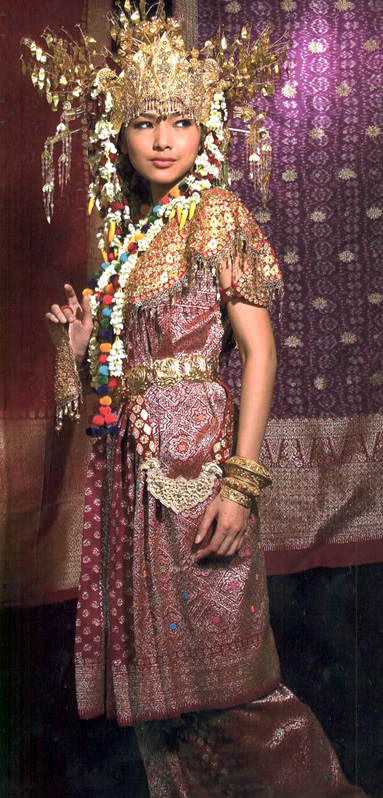
インドネシアのソンケット

ベトナムでは清朝の影響を受けた女性服、「アオザイ」がある。清国の影響をあまり受けなかった地域では巻衣（ドレーパリ）形式が発達した。巻衣には、ミャンマーの僧侶が着る黄衣、一般男女が着るロンジー、マレーシアのサロン、インドネシアのスレンダン、カバヤ、フィリピンのバロン・タガログなどがある。

### 南アジア
- インド

インド人女性は、チョリというシャツ、ガーグラというスカートを履き、その上からサリーをまとう。北インドではサリーの他にサルワール・カミーズやレヘンガも着用される。北インドの男性用民族衣装はクルター・パジャマ。腰巻のルンギーやドーティーなどもある。シク教徒の男性はターバンを頭に巻く。極東部や中部山岳地帯の少数民族は、一般的なインド人の民族衣装とは異なる衣装を着用する。

### 西アジア
イスラム教徒は、毛や絹の四角い布に頭や腕を通す穴を開けたアバを着用する。女性は肌を隠さなければならないので、チャドルと呼ばれる衣装は目の部分以外の全身をすっぽり覆う形になっている。

### ヨーロッパ

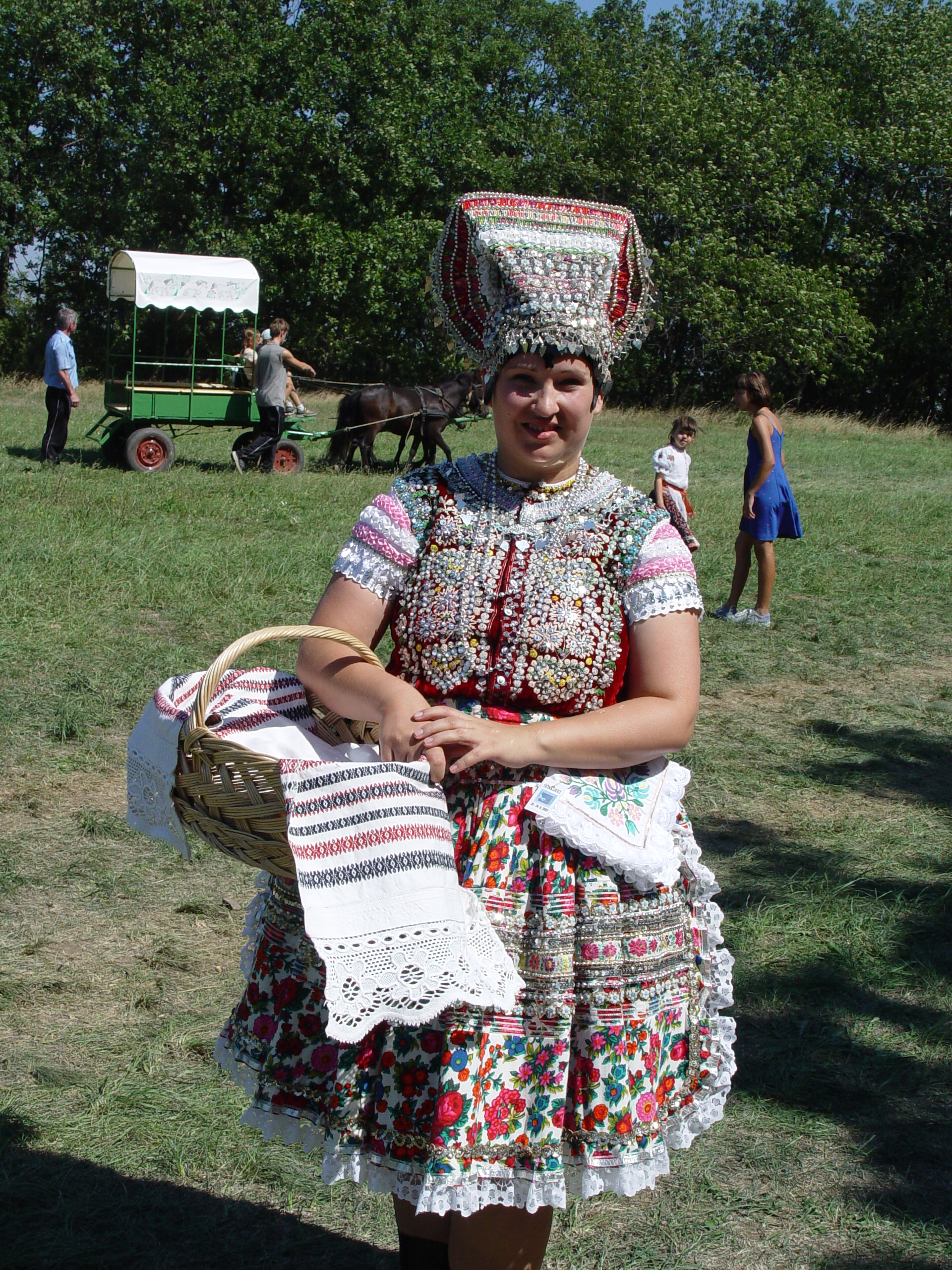
スロバキアのkroj

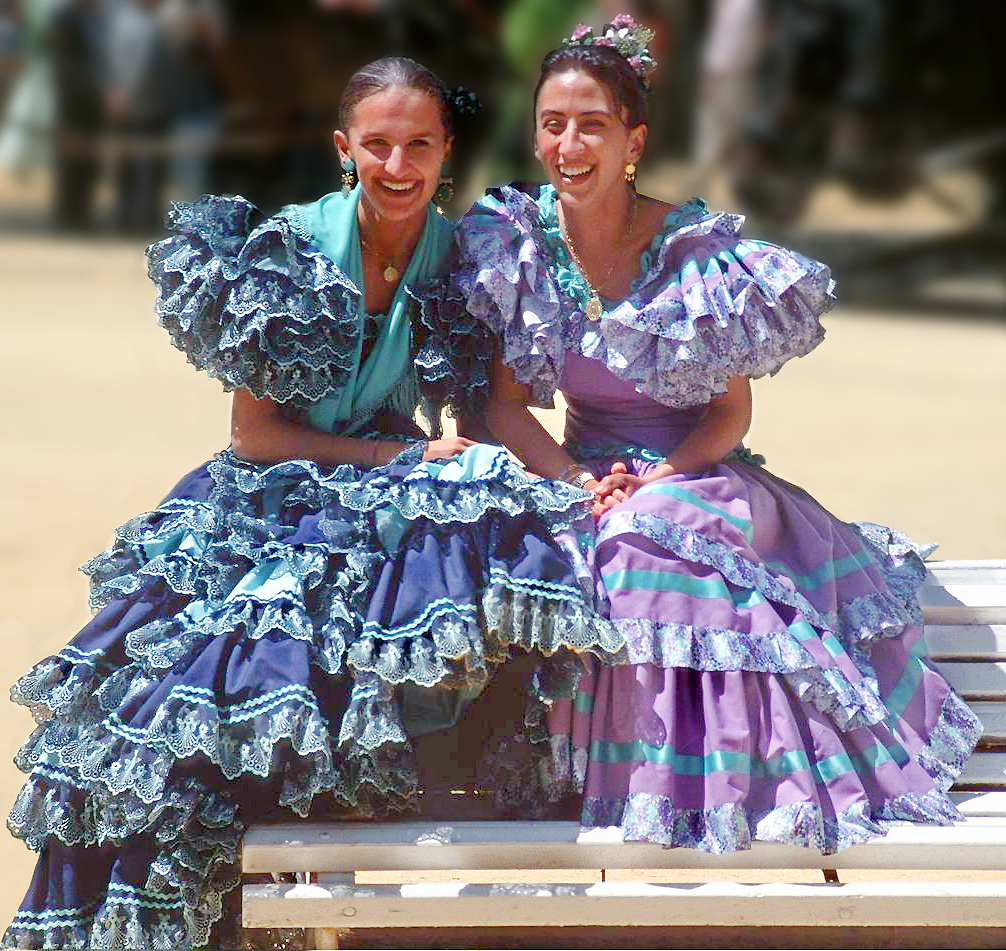
スペインのアンダルシア

そもそも洋服がヨーロッパの民族衣装から生まれたものであるため、基本的には洋服である。刺繍や装飾などで民族色を出すことが多い。スコットランドの男性用スカートであるキルトや、ロシアのサラファン、ルバシカがよく知られている。
イギリス・イタリア・エストニア・オーストリア・オランダ・クロアチア・ギリシャ・ドイツ・スペイン・スウェーデン・スイス・フィンランド・ブルガリア・フランス・ベルギー・リトアニア・ロシアなどヨーロッパのさまざまな国のものが長年時間をかけ、今のかたちになっているものが洋服である。例えば男性用の代表的な洋服である背広はイギリス発祥であるが、略礼服として広めたのはアメリカ人であり、ネクタイはクロアチア発祥である。

### アフリカ
北アフリカでは西アジアと同様にイスラム的なターバン、ハイクなどが着用される。熱帯アフリカでは1枚の布を体にかけたり、巻いたりするスタイルが発達した。

### 南北アメリカ

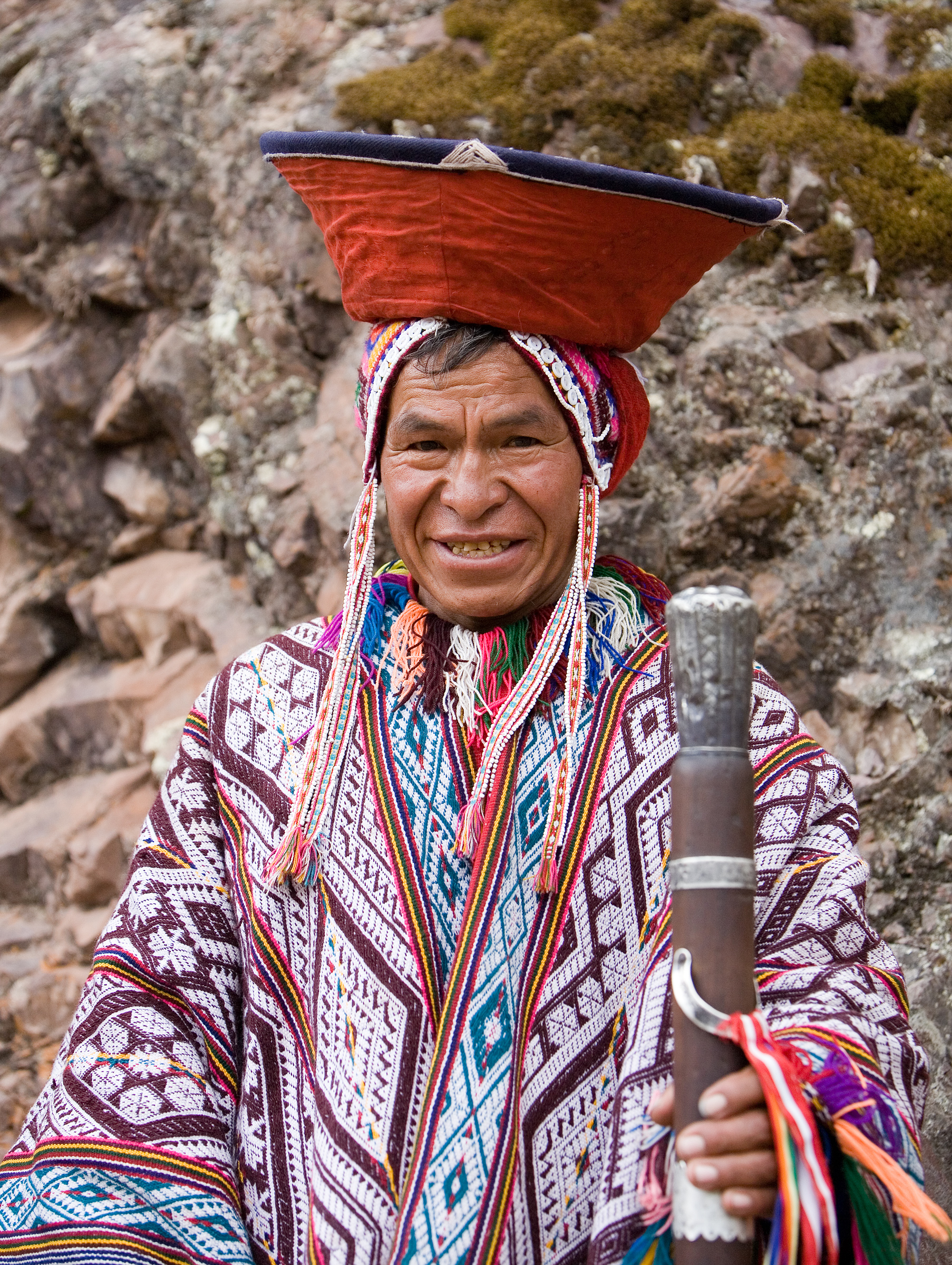
ペルー

南アメリカの先住民の衣装では、貫頭衣であるポンチョが代表的である。イヌイットが着ていたアノラックは現代の衣装にも影響を与えている。また、アフリカから奴隷として連れてこられたため、アフリカの衣装の影響も受けている。